# TRL Awards 2008

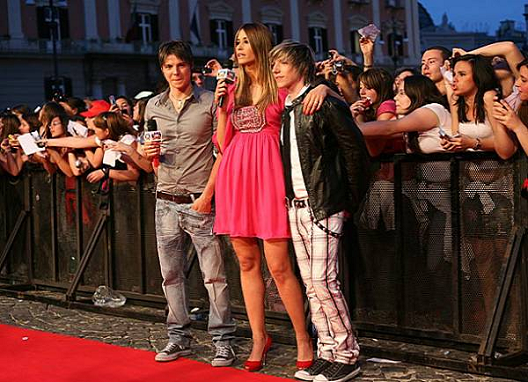
Elena Santarelli sul red carpet dei TRL Awards con i Sonohra.

Gli MTV TRL Awards 2008 sono stati trasmessi, in diretta televisiva su MTV, il 17 maggio 2008 da Piazza del Plebiscito a Napoli dalle ore 21:00. La serata è stata introdotta da un countdown di mezz'ora, per invitare il pubblico a votare l'ultima categoria.
Le votazioni sono state aperte alle ore 16:00 del 30 aprile 2008 e chiuse il 16 maggio 2008 alla stessa ora. Questa è stata la terza edizione dei TRL Awards italiani ed è stata condotta dai due presentatori Alessandro Cattelan ed Elena Santarelli.
A differenza delle due precedenti edizioni, questa non si è tenuta a Milano nella cornice di piazza del Duomo. Inoltre sono notevolmente diminuite le categorie, tra cui l'"Italians Do it Better" e il "Best Lacrima Award".
Per la prima volta inoltre MTV Pulse ha dato la possibilità per i spettatori da casa di seguire il dietro le quinte del programma sul canale satellitare di Sky, dove una telecamera spiava il backstage dei premi grazie a Carlo Pastore. Lo speciale è stato raggiungibile sul canale MTV tramite il tasto verde durante la diretta degli Awards, solo per chi disponesse di un decoder adatto.
Rispetto all'anno precedente, il palco è stato ancora una volta ingrandito, ma sotto alcuni aspetti presenta molte somiglianze a quello dell'anno prima. La base è stata cambiata: non più a base triangolare, ma a base rettangolare. La fossa degli screamers ancora una volta è presente di fronte al palco e lo stesso è stato per l'"arena". I principali colori di quest'anno sono l'arancione ed il giallo.

## Sigla
La sigla introduttiva, quella di apertura, e tutti i bumper pubblicitari sono accompagnati dal singolo 4 Minutes di Madonna e Justin Timberlake. Per la sigla di apertura, i due conduttori della cerimonia, Alessandro Cattelan e Elena Santarelli, si sono improvvisati le loro controparti americane, imitando le gesta e i movimenti del video dei due cantanti americani.

## Performance
- Belinda - If We Were
- Finley - Your Hero / Ad occhi chiusi
- Gianluca Grignani - Cammina nel sole
- Gianna Nannini - Mosca cieca / Suicidio d'amore
- L'Aura - Basta!
- LaFee - Heul doch
- Lost - Standby
- Max Pezzali - Mezzo pieno o mezzo vuoto
- Paolo Meneguzzi - Era stupendo
- Piero Pelù - Tutti fenomeni
- Skin - Tear Down These Houses
- Sonohra - L'amore / Love Show
- TooMuchBlond - Nessun difetto

## Altri interventi
- Alessandra Mastronardi
- Antonio e Michele
- Carlo Pastore
- Cristiana Capotondi
- Fabio De Luigi
- Gigi e Ross
- Ludovico Fremont
- Michelle Hunziker
- Alessio

## Awards
I vincitori della categoria sono evidenziati in grassetto.

### First lady
- Alicia Keys
- Avril Lavigne
- Britney Spears
- Leona Lewis
- Rihanna

### Man of the year
- Jesse McCartney
- Justin Timberlake
- Mika
- Timbaland
- Tiziano Ferro

### Best band
- Thirty Seconds to Mars
- Finley
- Linkin Park
- Simple Plan
- Tokio Hotel

### Best new artist
- Belinda
- Electrovamp
- Lost
- Paramore
- Sonohra

### Best riempi piazza
- Thirty Seconds to Mars (Firenze e Milano)
- Finley (Bari e Roma)
- Negramaro (Firenze e Roma)
- Tokio Hotel (Bologna e Roma)
- Zac Efron (Roma)

### Best cartello
- Matteo, Mattia, Francesca e Lorenzo - Firenze "Thirty Seconds to Mars"

### Best movie
- Come tu mi vuoi
- Grande, grosso e Verdone
- Parlami d'amore
- Questa notte è ancora nostra
- Scusa ma ti chiamo amore

### Best number one of the year
Votabile esclusivamente tramite SMS.
- Avril Lavigne - Girlfriend
- Britney Spears - Gimme More
- Finley - Domani
- Rihanna - Umbrella
- Tokio Hotel - Monsoon

### Altri premi

#### Coppia Blockbuster
- Michelle Hunziker e Fabio De Luigi

#### TRL History
- Max Pezzali